# フレデリク・ベアスティン
フレデリク・ベアスティン（Frederik Børsting、1995年2月13日 - ）は、デンマーク・オールボー出身のプロサッカー選手。SKブラン所属。ポジションはMF。

## 経歴

### クラブ
12歳で地元クラブのオールボーBKに入団。2014年夏にトップチームに昇格した。2014年7月のスーペルリーガ・FCミッティラン戦でプロデビュー。初年度はリーグ戦で19試合、UEFAヨーロッパリーグにも2試合出場した。2016年3月、契約を2019年まで延長。
2022年3月9日、SKブランに移籍した。

### 代表
ユース年代からデンマーク代表に選出されている。

## 代表歴
- デンマークU-19
- デンマークU-20
- デンマークU-21
  - UEFA U-21欧州選手権2017
- デンマークU-23
  - 2016年リオデジャネイロオリンピック